# Plantedirektoratet
Plantedirektoratet var et direktorat under Ministeriet for Fødevarer, Landbrug og Fiskeri, der både havde administrative og kontrolmæssige opgaver i form af kvalitetssikring af jordbrugsprodukter som f.eks. frø, sædekorn og gødning samt miljøregulering af jordbrugsproduktionen.
Direktoratet blev oprettet i 1990 og havde hovedsæde i Sorgenfri, mens kontrol og prøver foretagedes af seks distriktkontorer i Aalborg, Odense, Roskilde, Vejen, Viborg og Århus. Plantedirektoratet beskæftigede ca. 500 medarbejdere.
I forbindelse med en større omlægning af centraladministrationen i 2011, overgik størstedelen af Plantedirektoratets opgaver til NaturErhvervstyrelsen.